# Estação Aeroporto (Metro de Atenas)

A estação Aeroporto (em grego:  Αεροδρόμιο (Aerodrómio)) é uma das estações terminais da Linha 3 do metro de Atenas. Serve o Aeroporto Internacional de Atenas.